# (35981) 1999 NU3
1999 NU3 (asteroide 35981) é um asteroide da cintura principal. Possui uma excentricidade de 0.16090700 e uma inclinação de 14.51779º.
Este asteroide foi descoberto no dia 13 de julho de 1999 pela LINEAR em Socorro, Novo México, EUA.